# ミノバト
ミノバト（学名：Caloenas nicobarica）は、ハト目ハト科に分類される鳥類の一種。別名ニコバルバト。

## 分布
東南アジア、インドネシア、フィリピン、ニューギニア、ソロモン諸島、ベンガル湾に浮かぶインド領のニコバル諸島、アンダマン諸島などに生息。

## 形態
体長約32-35センチメートル。大型のハトで、首から背にかけて蓑のような羽を持っていることからその名が付いた。足は地上性に適応したがっしりとした作りで、嘴の基部に鼻瘤がある。
近年のDNA分析の結果、ハト科の中でも17世紀末に絶滅したドードーに最も近縁の鳥であることが明らかとなった。

## 生態
食性は雑食性。地上でのみ採餌を行い、おもに種子や果実、昆虫を食べる。人間が素手では砕けないような硬い木の実も砂嚢のおかげで食べることができる。
繁殖形態は卵生。一度に一つの卵を産む。

## ギャラリー

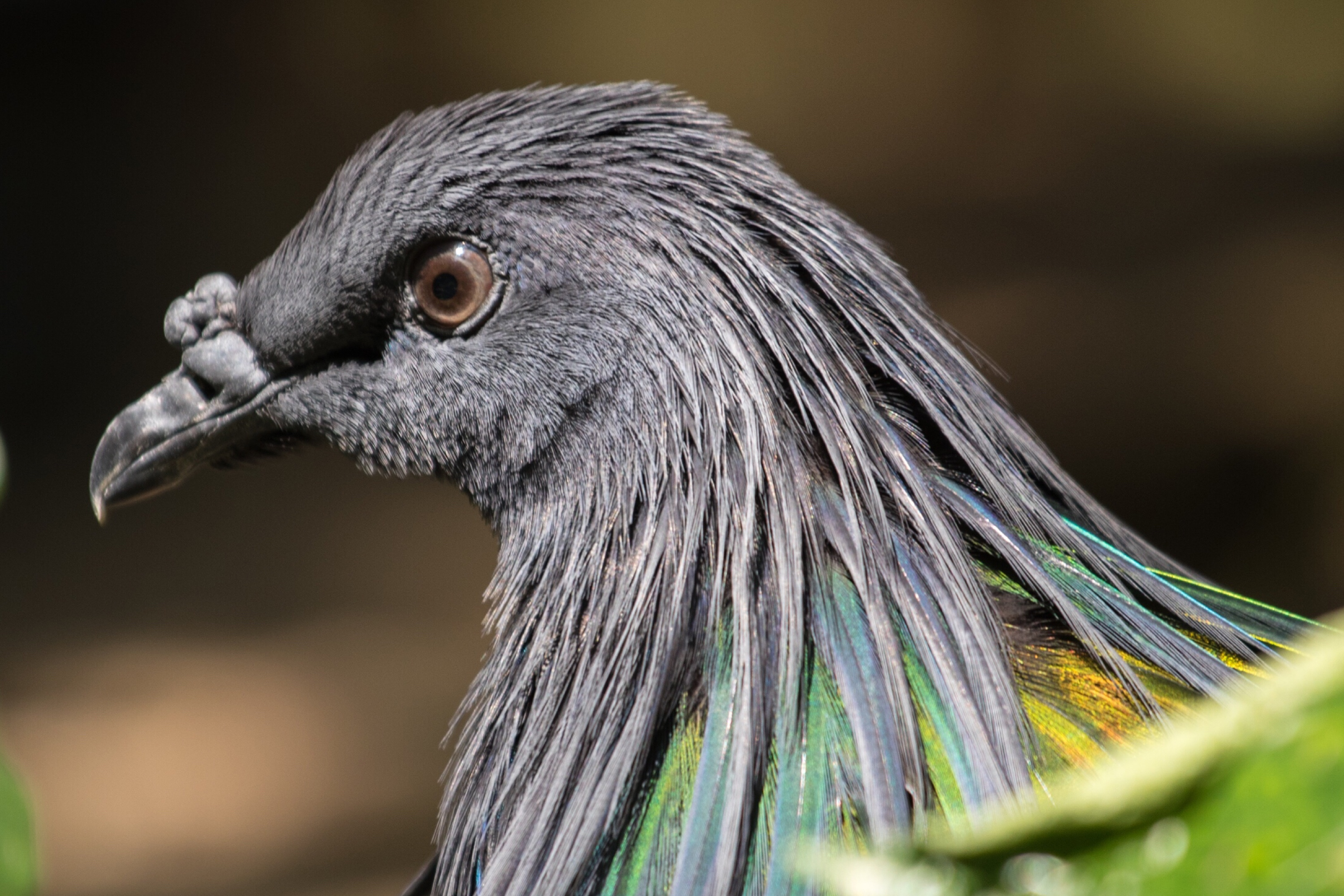
頭部